# Mallada meloui
Mallada meloui är en insektsart som först beskrevs av Luisa Eugenia Navas 1924.  Mallada meloui ingår i släktet Mallada och familjen guldögonsländor. Inga underarter finns listade i Catalogue of Life.